# Dan Friedkin
Thomas Daniel Friedkin, né en février 1965 à San Diego, est un milliardaire américain, PDG de Gulf States Toyota Distributors (en), entreprise fondée par son père Thomas H. Friedkin (en). Il est également le PDG de la Friedkin Companies.
Via son groupe Friedkin, il est propriétaire des clubs de football de l'AS Rome (Serie A), l'AS Cannes (National 2) et Everton FC (Premier League).

## Biographie
Né en 1965 à San Diego, il est le fils de Thomas H. Friedkin. 
Il est diplômé de l'Université de Georgetown et titulaire d'une maîtrise de l'Université Rice. 
En 1995, avec la mort de son père, il hérite de l'entreprise familiale, qui a notamment l'exclusivité de la distribution et la vente de voitures Toyota au Texas, en Arkansas, en Louisiane, au Mississippi et en Oklahoma, vendant 9 milliards de dollars de voitures en 2018. 
Dans le domaine du cinéma, il a produit les films La Mule, Tout l'argent du monde et The Square (Palme d'Or à Cannes en 2017).

### Football
Début août 2020, Dan Friedkin achète l'AS Rome pour 600 millions d'euros, puis l'AS Cannes en juin 2023 et Everton le 19 décembre 2024.

## Filmographie

### Producteur
- 2017 : Chaudes nuits d'été
- 2017 : Tout l'argent du monde
- 2018 : The Mule

### Réalisateur
- 2019 : Le Dernier Vermeer